# Паджу
Паджу е град в Южна Корея. Населението му е 390 961 жители (февруари 2012 г.) Площта му е 672,56 кв кв. В града са разположени корейски и американски военни бази. Получава статут на град през 1996 г. Намира се в часова зона UTC+9. Пощенският му код е 411789-413950, а телефонния +82 31.